# Dark Side of the Sun
Dark Side of the Sun (The Dark Side of the Sun) ist ein US-amerikanisch-kanadisch-jugoslawischer Film von Bozidar Nikolic, der im Jahr 1988 produziert und im Jahr 1997 veröffentlicht wurde.

## Handlung
Der junge US-Amerikaner Rick leidet unter einer seltenen und gefährlichen Hautkrankheit, Xeroderma pigmentosum, die ihn zwingt, ständig einen Ganzkörperanzug aus Leder zu tragen, da Sonnenstrahlen für ihn tödlich sind. Sein Vater nimmt ihn und seine katatonische Mutter mit nach Jugoslawien, wo ein Heiler Abhilfe schaffen soll. Rick sieht in der Therapie des Heilers jedoch keine Fortschritte und wird nach der anfänglichen Euphorie immer niedergeschlagener. Bei einem Einkauf in der Stadt lernt er die schöne Schauspielerin Frances kennen, in die er sich verliebt und sich entschließt, für Frances die Maske abzunehmen, auch wenn das für ihn den Tod bedeutet.

## Kritiken
Das Lexikon des internationalen Films bezeichnete den Film als einen „langweiligen, unausgegorenen Liebesfilm“.
Mike DeWolfe schrieb im Apollo Movie Guide, der Film sei derart schwach, dass es überrasche, dass Brad Pitt danach Arbeit finden konnte. Die Darstellungen seien „pathetic“ (engl. armselig, erbärmlich, mitleiderregend), die Liebesbeziehung sei „gestelzt“ und Teile der Handlung seien „sachfremd“, stellenweise sinnlos.

## Hintergrund
Der Film wurde in Montenegro gedreht. Der Film wurde erst veröffentlicht, als Pitt international bekannt wurde, und somit neun Jahre nach seiner Fertigstellung.